# 職業妻子
《職業妻子》（羅馬化：Mia Archeep），是一部由迦薩普·沙瑪巴特執導，瓦立特·斯里桑塔納與肯娜苒·翁卡鍾凱領銜主演的浪漫愛情電視劇。劇情改編自喬姆詹的同名小說。

## 劇情簡介
許多人努力尋找專屬自己的完美情人，卻不知道愛情和婚姻的真諦為何？只要勇敢去愛並接受每個人的本質，你便會找到真正完美的愛情。
“The Plan”是一家由Robert經營的公司，旨在將女性變身為男人的完美女人。他稱這些女性為「理想妻子」（Perfect Wife）。Chollada（肯娜苒·翁卡鍾凱 飾）來自一個中產階級家庭，透過The Plan成為了一位完美且有教養的女人，且被公司認可為優秀商品。Robert認為Chollada非常適合Kasidit（瓦立特·斯里桑塔納 飾），更曾多次試圖邀請他加入這項企劃。 Kasidit起初認為，是命運之神促使他與Chollada的相遇。直到得知真相後，他決定加入這場遊戲以報復Chollada的欺騙。可漸漸地，他們已在不知不覺中愛上彼此......

## 演員陣容
註：括號內的演員姓名為小名。

### 主要演員
- 瓦立特·斯里桑塔納（Mai） 飾 Kasidit Weroj（Dit）
- 肯娜苒·翁卡鍾凱（Prang） 飾 Chollada（Dao）

### 次要演員
- 卡曼·克瓏喬（Ball） 飾 Mahanati
- 妮莎瓊·唐蘇努恩（May） 飾 Anna（May）
- 卡洛琪達·坤蘇婉（Prawfar） 飾 Paeng
- 蘇普拉尼·恰倫彭（Kai） 飾 Walailak
- 阿提瓦·薩尼翁·那·阿育他亞（Ton） 飾 Simbati
- 卡夢茶諾·柔莎緹恩（Benz） 飾 Kotchakorn
- 潔西卡·帕薩潘（英语：Jessica Pasaphan）（Jessi） 飾 Menee

Dao的朋友，Robert的秘書。
- 大衛·亞沙維儂（David） 飾 Robert

The Plan的擁有者
- 迪載·迪迪迪（Pattai） 飾 Metta
- 瓦薩娜·潘蓬（Ann） 飾 Jarunee
- 彭·諾普維柴（Pete） 飾 Sathit（Ted）

May的朋友
- 諾帕維·泰德（Phupa） 飾 Phupa

## 外部連結
- MyDramaList上的劇情簡介（英文）
- 豆瓣电影上《職業妻子》的資料 （简体中文）